# محمد کرمی حویزی
محمد کرمی حویزی یا شیخ محمد کرمی (زاده ۱۳۰۰ – درگذشته ۹ بهمن ۱۳۸۱) مرجع تقلید شیعه و شاعر ایرانی بود.

## تولد و تبار
شیخ محمد کرمی حویزی اصالتاً اهل هویزه بود. وی در سال ۱۳۰۰ در شهر نجف زاده شد.

## تحصیلات و تدریس
وی تا سن ۲۱ سالگی در نجف تحصیل کرد، سپس از نجف را به ایران مهاجرت کرد و در حوزه علمیهٔ قم زندگی کرد و حدود ۳۰ سال در این تحصیل و تدریس وتألیف را انجام داد و سرانجام به اهواز بازگشت.

## آثار
- التفسیر لکتاب الله المنیر (۸ مجلد)
- التقریب الی الحواشی و التهذیب
- الوشاح علی الشرح المختصر لتلخیص المفتاح (۸ مجلد)
- نتائج الفکر فی شرح الباب الحادی عشر (۴ مجلد)
- طریق الوصول الی کفایة الاصول (۴ مجلد)
- بحوث و آراء مجلدین
- التحفة المحمدیة فی کلیات المسائل النحویة
- الحیاة الروحیة
- بحوث ایام الجمعة
- الهدایة فی تلخیص الکفایة (۴ مجلد)
- القول المسدد فی اصول محمد (فی الاصول)
- جواب السائل عن محتوی الرسائل
- تخلیص الدروس الشرعیة فی فقه الامامیة
- اتحاف الطالب فی حل عقد المکاسب
- القول الجامع فی التحریر فروع الشرائع
- الفضائل و الرذائل
- اصول الدین الاسلامی[۳][۴]

## سوابق سیاسی
وی به نمایندگی از مردم استان خوزستان برای عضویت در مجلس بررسی نهایی قانون اساسی جمهوری اسلامی برگزیده شد.

## درگذشت
محمد کرمی در ۹ بهمن ۱۳۸۱ شمسی درگذشت. و در مدرسه علمیه متعلق به وی در خیابان مجاهدین به خاک سپرده شد. سید علی خامنه‌ای درگذشت وی را تسلیت گفت.